# Chiesa di San Stanislao
La chiesa di San Stanislao è un luogo di culto cattolico  di Roma, nel quartiere Don Bosco, in viale Rolando Vignali.

## Storia
Essa fu costruita nel XX secolo e consacrata il 16 giugno 1991 da papa Giovanni Paolo II in visita alla parrocchia.
La chiesa è sede parrocchiale, istituita dal cardinale vicario Ugo Poletti il 15 marzo 1982 con il decreto È a tutti noto.
La chiesa è stata officiata dal clero della diocesi di Patti dalla fondazione della parrocchia fino al 2006.

## Descrizione
Esternamente la chiesa si presenta come un basso edificio in cemento armato a vista, preceduto da un ampio portico ed affiancato da una torre campanaria, composta da due stele affiancate di cemento armato, al cui interno sono collocate tre piccole campane; e sormontata da una croce in ferro battuto con i bracci che si concludono con cerchi. All'interno una serie di travi dividono la volumetria in quattro parti scatolate. Nei pressi dell'entrata è posta una statua bronzea di San Pio da Pietrelcina. Sulla facciata dell'edificio si legge l'iscrizione dedicatoria: D.O.M. in h(onorem) S. Stanislai A.D. MCMXCI.
Il progetto fu realizzato dall'ufficio tecnico del Vaticano diretto dall'ingegnere Ernesto Vichi.